# Matrimonio igualitario en Kosovo
Kosovo no reconoce el matrimonio igualitario ni las uniones civiles. El 25 de abril de 2024, el primer ministro de Kosovo, Albin Kurti, anunció la intención del gobierno de legalizar las uniones civiles como parte de un nuevo código civil.

## Uniones civiles
Kosovo no reconoce las uniones civiles entre personas del mismo sexo, ya que consideran que ofrecerían algunos de los derechos y beneficios del matrimonio. A pesar de no ser un estado miembro del Consejo de Europa, Kosovo está de facto bajo la jurisdicción del Convenio Europeo de Derechos Humanos (CEDH). En enero de 2023, el Tribunal Europeo de Derechos Humanos dictaminó que el Artículo 8 del Convenio Europeo de Derechos Humanos, garantiza el derecho a la vida privada y familia e impone a todos los estados miembros bajo su jurisdicción la obligación positiva de reconocer las uniones homosexuales.
El 7 de julio de 2020, el ministro de Justicia de Kosovo, Selim Selimi, anunció que el Gobierno de Kosovo planeaba introducir un nuevo código civil «en pocos meses» que legalizaría las uniones civiles entre personas del mismo sexo. La medida fue criticada por algunos grupos de derechos LGBT porque consolidaba una distinción legal entre parejas de distinto sexo y parejas del mismo sexo. El proyecto fue rechazado en primera lectura por la Asamblea de Kosovo el 16 de marzo de 2022, con 28 votos a favor, 29 en contra y 4 abstenciones.
El 25 de abril de 2024, el primer ministro, Albin Kurti, anunció la intención de su gobierno de legalizar las uniones entre personas del mismo sexo, declarando que «Kosovo se esforzará por convertirse pronto en el segundo país de la península balcánica, después de Montenegro, en garantizar a sus ciudadanos el derecho a una unión de hecho entre personas del mismo sexo». El mandatario también anunció la intención de su gobierno de atender los derechos y las necesidades de la minoría serbia.

## Matrimonio igualitario
En 2014, el presidente del Tribunal Constitucional, Enver Hasani, declaró que Kosovo permite de jure el matrimonio igualitario. Hasani basó su argumento en el artículo 24(2) de la Constitución de Kosovo, que establece que «nadie será discriminado por motivos de [...] orientación sexual». Además, el artículo 37 de la Constitución establece que «toda persona goza del derecho a casarse y a formar una familia».
Sin embargo, el artículo 14 de la Ley de Familia define el matrimonio como una «comunidad legalmente registrada de dos personas de diferentes sexos». Activistas LGBT han argumentado que esta redacción contradice el artículo 24 de la Constitución y han pedido a las parejas del mismo sexo que impugnen la ley en los tribunales.

## Opinión pública
Una encuesta realizada por Ipsos en diciembre de 2022 mostró que el 20% de los kosovares consideraba que el matrimonio igualitario era «aceptable" (9% «totalmente» y 11% «principalmente»), mientras que el 77% lo consideraba «inaceptable» (67% «totalmente» y 10% «principalmente»). Esto representó un aumento en el apoyo en comparación con 2015, cuando el 12% de los kosovares apoyaba el matrimonio igualitario. En cuanto a los derechos «especiales», el 45% apoyaba que las parejas del mismo sexo tuvieran derecho a una pensión de supervivencia en caso de fallecimiento del cónyuge.